# Без лихого наміру
«Без лихого наміру» (англ. Absence of Malice) — кінофільм 1981 року в жанрі драма.

## Сюжет
Головний герой Майкл Коллін Галлахер (Пол Ньюман) — законослухняний гуртовий торговець спиртними напоями. Несподівано скандальна публікація в газеті робить його головним підозрюваним у справі про нерозкрите вбивство керівника Спілки вантажників Джо Діаза.
Її автор — амбітна журналістка Меган Картер (Саллі Філд). Матеріал для статті вона прочитала з теки, навмисно залишеної на робочому столі федерального прокурора Еліота Розена (Боб Балабан). Як виявилося, Розен робить фіктивне розслідування і допустив витік даних з метою тиску Галлахера щодо інформації. 
Галлахер приходить в редакцію, намагаючись з'ясувати основу цієї статті, але Картер не розкриває її джерело. 
Бізнес Галлахера закритий представниками профспілок, які зараз з підозрою ставляться до нього, оскільки він був причетний до вбивства Діаза. Місцевий злочинний бос Малдерон, дядько Галлахера, за ним пішов, на всякий випадок, якщо він розмовлятиме з урядом. 
Тереза Перроне (Мелінда Діллон), стара подруга Галлахера, розповідає репортеру, що Галлахер не міг вбити Діаза, тому що Галлахер у ці вихідні возив її за місто, щоб зробити аборт. Побожний католик, вона не хоче, щоб Картер дізналась про аборт, але Картер все одно включила його в оповідь. Коли на наступний ранок газета вийшла, Перроне скупила копії в сусідніх дворах, щоб їх ніхто не прочитав. Пізніше, поза екраном, вона вчинила  самогубство. 
Редактор газети Мак Адам розповідає Картер, що Перроне вчинила самогубство. Картер йде до Галлахера, щоб вибачитися, але розлючений Галлахер нападає на неї. Проте, вона намагається поговорити з ним, розкривши роль Розена в розслідуванні. 
Галлахер вибудовує план помсти. Він організовує таємну зустріч з окружним прокурором Квіном (Дон Гуд), пропонуючи використати свої контакти з організованою злочинністю, щоб надати ексклюзивну інформацію про вбивство Діаза, в обмін на те, щоб прокурор відкликав розслідування і зробив публічну заяву щоб виправдати його. Як перед зустріччю з Квіном, так і після публічної його заяви, Галахер робить значні анонімні внески одному з прихильників політичного комітету Квіна. Галлахер вдячний за допомогу Картер і починає з нею любовний зв'язок. 
Розен спантеличений виправданням Квіном Галлахера, тому він організовує прослуховування телефонів обох і починає стежити за ними. Він і федеральний агент Боб Вадделл отримали докази пожертвувань Галлахера політичному комітету Квіна. Вони також дізнаються про відносини Галлахера і Картер. 
Вадделл, як друг, попереджає Картер про розслідування, щоб вона уникла неприємностей, але вона пише статтю про те, що офіс окружного прокурора розслідує спробу Галлахера підкупити прокурора. 
Стаття знову з'являється на першій сторінці і спричиняє величезний шум про урядове розслідування діяльності окружного прокурора. Помічник Генерального прокурора США Веллс (Вілфорд Брімлі) зрештою викликає всіх керівників разом. Після того, як правда розкрилась, Веллс пропонує Квіну піти у відставку. (Пожертви Галлахера політичному комітету Квіна, хоч і не протизаконні, викликали підозри щодо мотивів Квіна у виступі про звільнення Галахера.) Веллс також підозрює, що це все влаштував Галлахер, але не може цього довести, тому він більше не займається розслідуванням. Нарешті, Веллс звільняє Розена за злочини. Газета тепер друкує нову статтю, написану іншим репортером, що розкриває деталі подій. 
Незрозуміло, чи продовжує Картер свою роботу, чи продовжуватимуться стосунки Картер з Галлахером, але фінальна сцена показує, що вони мають сердечну розмову на пристані, а Галлахера збирається відпливти човном і покинути місто. 

## Нагороди та номінації
Фільм був номінований на премію «Оскар» в 1982 році в трьох номінаціях:
- кращий актор першого плану — Пол Ньюман
- краща актриса другого плану — Мелінда Діллон
- кращий сценарій — Курт Людтке[en].

Номінації на премію «Золотий глобус»:
- краща жіноча роль — Саллі Філд
- кращий сценарій.